# Přísečnice
Přísečnice (Preßnitz o Pressnitz in tedesco; alcune fonti citano anche: Presnitz, Pressniz, Pressents, Pressnitz e Przessnicz) era una città nel nord-ovest della Boemia sui Monti Metalliferi, nell'attuale Repubblica Ceca, ai confini con la Germania.
Si trovava nel punto in cui nel 1974 fu realizzata la diga Vodní nádrž Přísečnice. Le case, le chiese e il castello di Přísečnice e i villaggi vicini di Rusová (Reischdorf in tedesco) e di Dolina (Dörnsdorf in tedesco) vennero demoliti e al loro posto vennero fatte scorrere le acque del fiume Přísečnice (Preßnitz). Il territorio di Přísečnice si estendeva su una superficie di 1290 ettari ed attualmente appartiene al comune di Kryštofovy Hamry, nella regione di Ústí nad Labem.

## Storia
Città mineraria specializzata nell'estrazione di argento e ferro, viene citata per la prima volta nel 1335 come oppidum ("città"). Nel 1340 sotto il re Giovanni venne istituita una zecca per coniare il grosso della Boemia, detto "Bremsiger", su cui compariva la scritta "Johannes primus Dei gratia Rex Bohemiae".
Nel 1533 venne acquisita dai conti Hieronymus e Lorenz Schlick. In precedenza il sito apparteneva alla famiglia Lobkowitz di Hassenstein. Gli anni tra il 1535 e il 1537 sono annoverati come i più produttivi di questo periodo, con un'estrazione di 252 quintali o 55.440 marchi d'argento.
Il re di Boemia e dei romani Ferdinando I d'Asburgo, che fu dal 1545 il nuovo proprietario di Preßnitz, le concesse nel 1546 il sigillo di città libera.
Durante la guerra dei trent'anni, nel 1639 la Boemia venne invasa dal grande esercito svedese guidato dal generale Johann Banner. Durante il ritiro in Sassonia, Banner passò per Přísečnice e la bruciò nel marzo 1641. Il 10 maggio, poco dopo questo evento, il generale Banner morì. Nel 1645, le truppe svedesi colpirono Přísečnice di nuovo, questa volta guidate dal generale Torstenson. Durante tutta la guerra, la città fu pesantemente condizionata dai passaggi delle truppe imperiali e svedesi, che comportarono un'ondata di emigrazione.
Le più importanti miniere di ferro di Preßnitz erano la Dorothea e la Fischer a sud-ovest della città verso Orpus. Vennero utilizzate fino al 1922, quando il pozzo principale raggiunse una profondità di 80 metri.

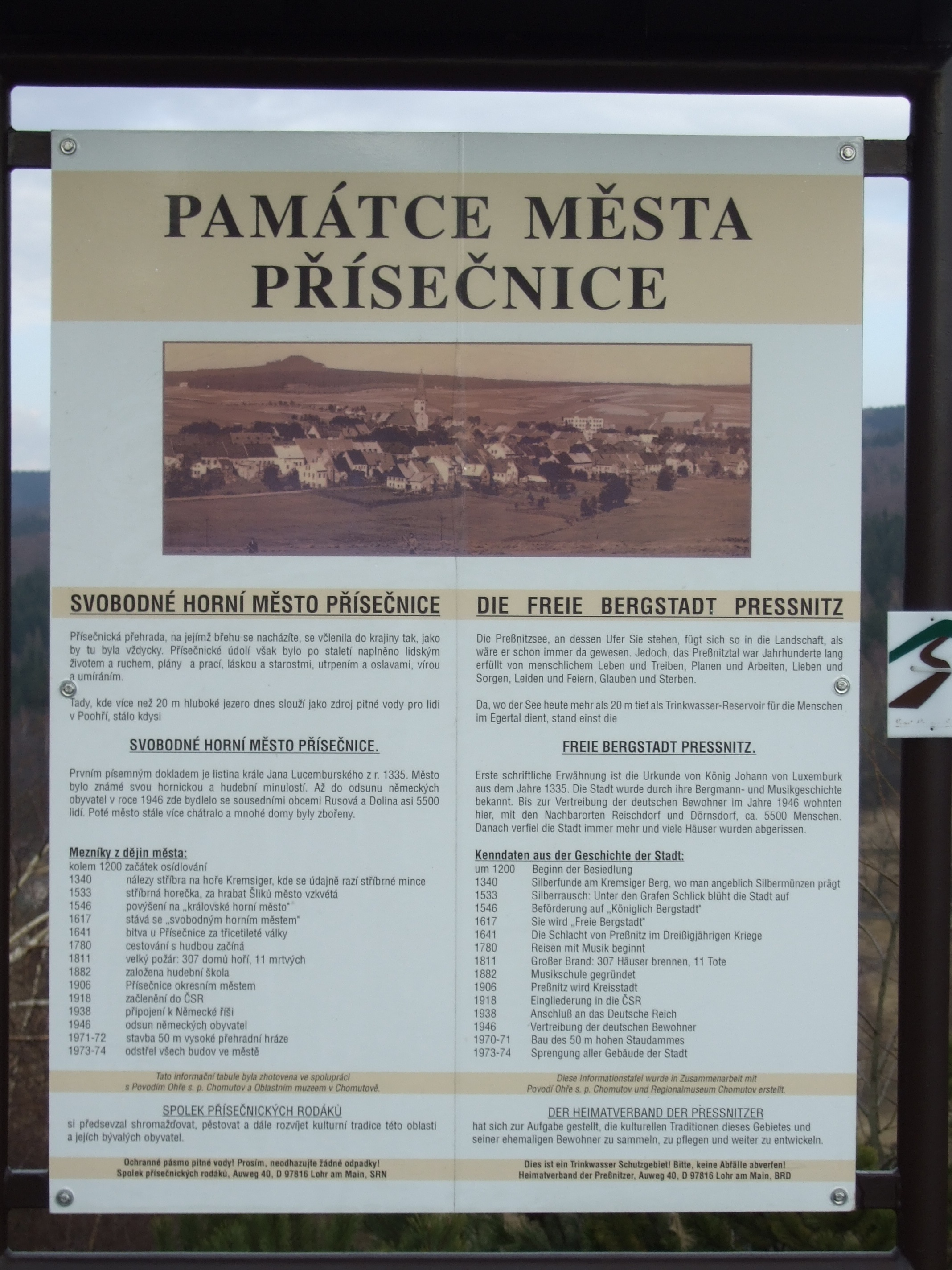
Pannello informativo sulla ex città di Preßnitz (Přísečnice) sul terrapieno della omonima diga

Preßnitz si trovava su un'importante via di comunicazione della Sassonia.
Quando la produzione di argento non fu più redditizia, la maggior parte della popolazione cercò di sfuggire la denutrizione col mestiere di musicista girovago. Per questo, questa città fu designata come città della musica. Nel 1811 ci fu un grande incendio, in cui morirono undici abitanti e 307 case bruciarono.
Nel 1832 la tenuta di Preßnitz venne acquistata dalla contessa Gabriela Buquoy-Longueval (1784-1863), anche chiamata "l'angelo dei Monti Metalliferi". Negli anni in cui vi fu carestia, si impegnò nella distribuzione di cibo, vestiti e tende. Fece anche costruire una strada da Přísečnice a Kaļķu. Nel 1848, la servitù della gleba fu abolita.
Nel 1906 Preßnitz divenne il capoluogo dell'omonimo distretto.
A partire dal 1918 il paese fece parte della Cecoslovacchia, mentre nel 1938 venne annesso al Terzo Reich tedesco. Nel villaggio erano presenti un tribunale e l'amministrazione del distretto. Nel villaggio c'era un grande palazzo barocco, un certo numero di case con portali gotici, la chiesa barocca della Vergine Maria e la chiesa gotica di San Nicola, in cui, nel 1510, venne sepolto l'umanista ceco Bohuslaus Lobkowicz di Hassenstein.

### Distruzione della città

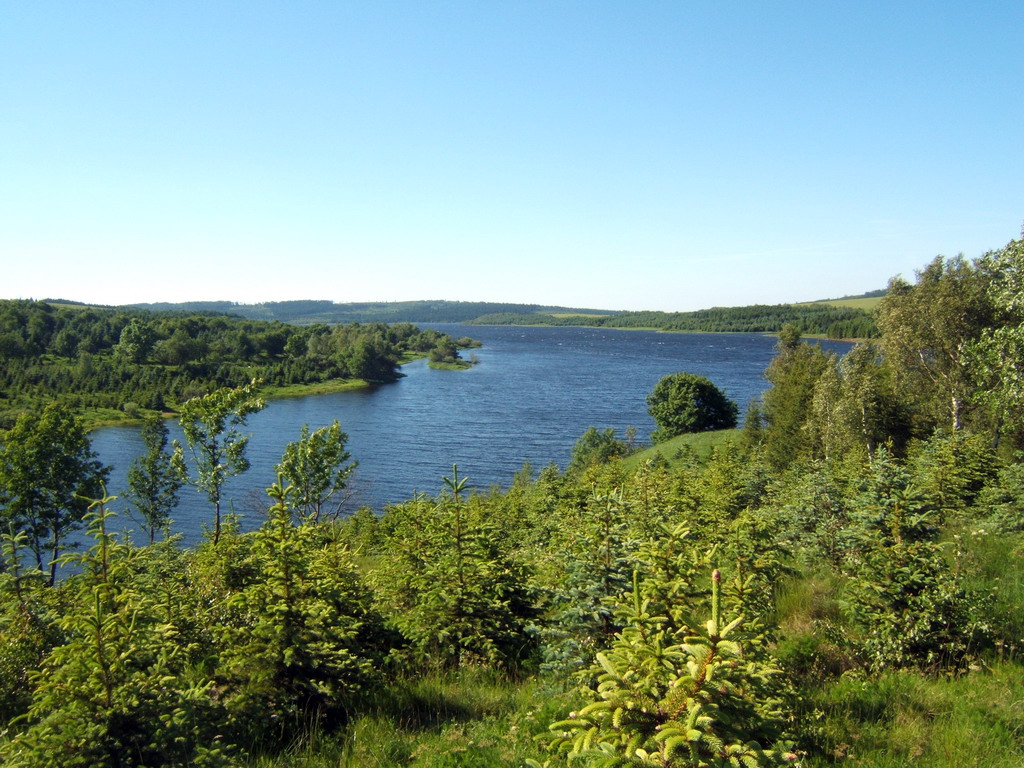
L'attuale lago artificiale sul fiume Pressnitz

Nei primi anni settanta del XX secolo si decise di costruire una diga che portò alla demolizione della città e all'inondazione del suo territorio. Il villaggio venne ufficialmente abbandonato il 30 giugno 1974 ed il suo territorio fu compreso in quello del comune di Kryštofovy Hamry. Nel 1973 inoltre furono demoliti i vicini villaggi di Rusová e Dolina.
La distruzione della città venne filmata dal regista tedesco Johannes Schaaf nel film Traumstadt ("Città dei sogni") del 1973.
Esiste un progetto (NAKI DF12P01OVV043), promosso dal Ministero della Cultura della Repubblica Ceca, per la ricostruzione virtuale della defunta città di Přísečnice.

## Società

### Evoluzione demografica
La popolazione di Preßnitz era di 2 606 abitanti il 1º dicembre 1930 e di 2 486 abitanti al 17 maggio 1939. Prima dell'espulsione dei residenti tedeschi a causa dei decreti Beneš negli anni 1945 e 1946, a Přísečnice e nei vicini villaggio di Rusova e Dolina vivevano circa 5 500 persone. La città era stata rovinata e molte case furono demolite. Infine al 22 maggio 1947 risultavano presenti appena 788 abitanti.
Abitanti censiti

## Cultura

### Scuole

#### Scuola di musica di Přísečnice

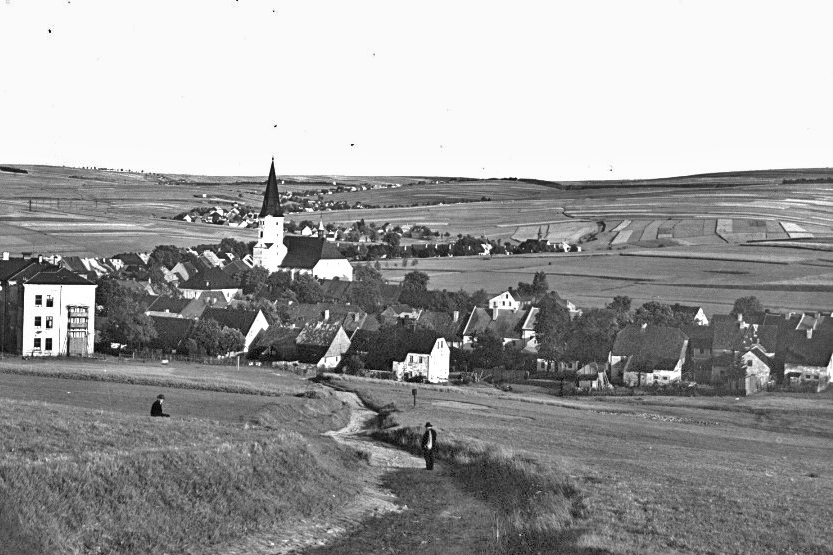
Panorama di Preßnitz. Sullo sfondo la frazione di Reischdorf.

La prima scuola privata di musica per strumenti a corda fu fondata nel 1882 da Wilhelm Rauscher. Nel 1896, questa scuola generò una ripresa economica del paese. L'obiettivo della scuola era di raccogliere musicisti orchestrali. L'età minima per l'ammissione alla scuola di musica era di 10 anni. Il diploma di questa scuola permetteva agli alunni di entrare nei conservatori in Germania e all'estero. Nei trent'anni successivi al 1926 si diplomarono qui oltre 4 000 studenti.
Il 28 luglio 1902 fu discusso presso la Dieta la richiesta della città di Přísečnice di aumentare i finanziamenti per la scuola di musica da 2 000 a 4 000 corone. Il parlamentare Pacher affermò che l'istituzione della scuola di musica educava gli alunni non solo nella teoria ma li abilitava anche come musicisti professionisti. La scuola doveva, nelle sue parole, assumere più di due insegnanti per garantire la qualità e la completezza delle lezioni.
La città aveva anche un museo, in cui erano esposti i regali, ricevuti dai musicisti locali nei loro viaggi. La vecchia città mineraria infine ricevette il titolo onorifico di "città della musica".